# Joaquim Gonçalves Ledo
Pour les articles homonymes, voir Gonçalves et Ledo (homonymie).
Joaquim Gonçalves Ledo est né à Rio de Janeiro, le 11 août 1781 et décédé à la Fazenda de Macacu, à Sumidouro, le 19 mai 1847. C'est un homme politique et un journaliste brésilien.
Éditeur du Revérbero Constitucional Fluminense, Ledo est l'un des promoteurs du Dia do Fico (le 9 janvier 1822). Député provincial de Rio de Janeiro jusqu'en 1835, il meurt d'une crise cardiaque après s'être retiré sur ses terres de Sumidouro.